# Supercopa Italiana de Voleibol Masculino de 2005
A Supercopa Italiana de Voleibol Masculino de 2005 foi a 10ª edição desta competição organizada pela Lega Pallavolo Serie A, consórcio de clubes filiado à Federação Italiana de Voleibol (FIPAV) que ocorreu em 6 de outubro.
O Sisley Volley conquistou seu sexto título da competição ao derrotar o Callipo Sport por 3 sets 0. O oposto italiano Alessandro Fei foi eleito o melhor jogador da partida.

## Regulamento
O torneio foi disputado em partida única.

## Equipes participantes
| Equipe        | Qualificação                                      |
| ------------- | ------------------------------------------------- |
| Sisley Volley | Campeão do Campeonato e da Copa Itália de 2004–05 |
| Callipo Sport | Vice-campeão da Copa Itália de 2004–05            |

## Resultado
| Data  | Hora  |               | Placar |               | Set 1 | Set 2 | Set 3 | Set 4 | Set 5 | Total | Relatório |
| ----- | ----- | ------------- | ------ | ------------- | ----- | ----- | ----- | ----- | ----- | ----- | --------- |
| 6 out | 20:30 | Sisley Volley | 3–0    | Callipo Sport | 25–17 | 25–23 | 27–25 |       |       | 77–65 | Relatório |

## Premiação
| Supercopa Italiana de 2005         |
| Vêneto                             |
| ---------------------------------- |
| Sisley Volley Campeão (6.º título) |